# Serapuh Abc
Serapuh Abc is een bestuurslaag in het regentschap Langkat van de provincie Noord-Sumatra, Indonesië. Serapuh Abc telt 1641 inwoners (volkstelling 2010).